# Puerto Magampura Mahinda Rajapaksa
El Puerto Magampura Mahinda Rajapaksa (también conocido como puerto de Hambantota) es un puerto marítimo en Hambantota, Sri Lanka. Se abrió en una primera fase del puerto el 18 de noviembre de 2010, con el primer atraque ceremonial del buque de guerra Jetliner que utilizó las instalaciones portuarias. Lleva el nombre de presidente Mahinda Rajapaksa. El puerto de Hambantota se construyó hacia el interior y está operado por la  Autoridad de los puertos de Sri Lanka.
La construcción del puerto se inició en enero de 2008. Cuando este finalizado, será el puerto más grande de Sri Lanka, después del puerto de Colombo. El puerto de Hambantota dará servicio a los barcos que viajan a lo largo de una de las líneas marítimas más concurridas del mundo - la ruta de navegación de este a oeste, que pasa de seis a diez millas náuticas (19 km) al sur de Hambantota.